# Nana Hedin
Nana Hedin Pranschke, född 24 maj 1968 i Eskilstuna i Södermanlands län, även känd som NaNa, är en svensk artist och sångerska.
Nana Hedin arbetade i över ett decennium med världsproducenterna Denniz Pop, Max Martin (Polar Prize 2016) och Kristian Lundin m.fl. i Cheiron-studion. Som körsångerska har Hedin bland annat hörts bakom Celine Dion, Britney Spears, Gary Barlow, Ace of Base och Aqua m.fl.
Hedin medverkade som Primadonna i Jonas Gardells shower och turnéer från 1993-2003 däribland En finstämd kväll med Jonas Gardell, I Mellanmjölkens Land, Livet, Väckelsemöte och i SVT:s programserie Gardell får hemligt besök 1994.
Under namnet NaNa D'aquini släppte Hedin singeln "Fame 2000" (2000) under den danska labeln Merlin/Playground Scandinavia. Musikvideon spelades in i Las Vegas. Fame 2000 har remixats av Dj's världen över.
År 2009 diagnostiserades hon med en elakartad tumör i tungan.
Den 6 juni 2018 fick Nana Hedin priset "MVP - Most Valuable Person" på Denniz Pop Awards. Motiveringen lyder : "Sångerskan Nana Hedin tilldelas MVP-priset för att hon bakom kulisserna bidragit stort till att med sin fantastiska röst forma det klassiska Cheiron-soundet och genom det också bidragit till det svenska musikundret."

## E-TypeFeaturing NaNa
Nana Hedin är främst känd som "E-types sångerska" där hon efter första hiten "Set the world on Fire" (1994) sedan sjöng på följande E-type-hits med sin karakteristiska kraftfulla stämma under ett helt decennium. (1994-2004)
Hedin och E-Type bidrog med låten "Paradise" i Melodifestivalen 2004 och gick till final i Globen. I Melodifestivalen 2005 ställde hon själv upp med bidraget Wherever you go där hon gick till andra chansen.
Hedin medverkade i september 2007 i musikaliska frågeleken Doobidoo på SVT i par med Janne Loffe Carlsson mot Ingela "Pling" Forsman i par med Jan Johansen. Hon sjöng Jimi Hendrixs "Little Wing" med Janne Loffe Carlsson på trummor.
2008 medverkade Hedin i Så Ska Det Låta tillsammans med musikalartisten Fred Johanson mot Sarah Dawn Finer och Patrik Isaksson.

## Diskografi
- FAME 2000 (2000)
- It's Raining Men (2004)
- Wherever You Go (2005)

## Features
- Celine Dion On ne change pas (album 2005)
- Celine Dion                           Tous les secrets
- Celine Dion                           One Heart (album 2003) Celine Dion Coulda Woulda Shoulda
- Celine Dion                           New Day Has Come (album 2002)
- Celine Dion                           Im Alive (singel)
- Celine Dion                           The Greatest Reward
- Celine Dion                           All the way...A Decade of Songs (album 1999)
- Celine Dion                           Thats The way it is (singel)
- Garou                                     One Woman Man (2003)
- Britney Spears                       Britney (album 2001)
- Britney Spears                     Bombastic Love
- Britney Spears                       Oops!...I Did It Again (album)
- Britney Spears                       Oops!...I Did It Again (singel)
- Britney Spears                        Stronger (singel)
- Britney Spears                       Dont Go Knocking
- Britney Spears                        Baby One More Time (album)
- Britney Spears                        Baby One More Time (singel)
- Britney Spears                        Born to Make You Happy (singel)
- Britney Spears                        You Drive Me Crazy (singel)
- A-Teens                                 Teen Spirit (album 2001)
- A-Teens                                 Half Way Round the World
- E-Type                                   Loud Pipes Save Lives (album 2004) Feat. NaNa
- E-Type                                  Paradise (singel)
- E-Type                                   Far Up in The Air
- E-Type                                   Forever More
- E-Type                                  Euro IV Ever (album 2001) Feat. NaNa
- E-Type                                  Life (singel)
- E-Type                                  Africa (singel)
- E-Type                                  Arabian Star
- E-Type                                  When I Close My Eyes
- E-Type                                  Time
- E-Type                                  No More Tears
- E-Type                                  Greatest Hits (album 1999)
- E-Type                                  Last Man Standing (album 1998)
- E-Type                                  Here I Go Again (singel)
- E-Type                                  Hold Your Horses (singel)
- E-Type                                  Angels Crying (singel)
- E-Type                                  So Far Away
- E-Type                                  Ill Find A Way
- E-Type                                  Morning Light
- E-Type                                  Im Flying
- E-Type                                  The Explorer (album1996)
- E-Type                                  Calling Your Name (singel)
- E-Type                                  Back in The Loop (singel)
- E-Type                                  I Just Wanna be With You
- E-Type                                  Free Like a Flying Demon (singel)
- E-Type                                  Forever Wild
- E-Type                                   Im Not Alone
- E-Type                                  Made in Sweden (album1994)
- E-Type                                  Set The World on Fire (singel)
- E-Type                                  This is The Way (singel)
- E-Type                                  Fight it Back
- E-Type                                  Will I See You again (singel)
- E-Type                                  Do You Always...
- E-Type                                  Me No Want Miseria
- 5ive                                        5ive: The Album (1998)
- 5ive Slam Dunk Da Funk (singel)
- Ace of Base Life Is a Flower (singel)
- Ace of Base Greatest Hits 2000
- Ace of Base Cruel Summer (album)
- Ace of Base Cecilia
- Ace of Base Flowers
- Ace Of Base Singles of the 90s
- Aqua Aquarius (album)
- Aqua Cartoon Heroes (singel)
- Aqua Around the World (singel)
- Aqua We Belong to the Sea (singel)
- Aqua Freaky Friday
- Aqua Halloween
- Aqua Good Guys
- Aqua Back from Mars
- Luciano Pavarotti Pavarotti & Friends for Cambodia & Tibet
- Gary Barlow Twelve Months Eleven Days (album)
- Gary Barlow SuperHero
- Dr.Alban Look Who's Talking (album)
- Dr.Alban Look Who's Talking (singel) Feat. NaNa
- Dr.Alban Away from Home
- Dr.Alban Let the Beat Go On
- Dr.Alban The Best of-
- Elephant & Castle DJ-Keep this feelin' Feat.NaNa
- Flex Wake Up Feat. NaNa
- Amadin Arabaya-Take Me Up (singel) Feat. NaNa
- Dana Dragomir Pandana (album 1995)
- DJ Bobo World in Motion (album 1996)
- Herbie Fingers (album 1999)
- Herbie I Belive
- Stakka Bo Supermarket (album 1993) Feat. NaNa
- Stakka Bo Here We Go (singel)
- Stakka Bo Down The Drain (singel)
- Stakka Bo Living it Up (singel)
- Stakka Bo On Your Knees
- Stakka Bo Under Direktion
- Papa Dee The Journey (album 1996)
- Papa Dee The Tide is High
- Papa Dee First Cut is The Deepest
- Papa Dee Just Let the Music Feat. NaNa

## TV-framträdanden
- Idrottsgalan jan 2007[9]
- DoobiDoo sep 2007[7]
- Så ska det låta 2 maj 2008[8]